# Amanita ocreata
Amanita ocreata — смертельно отруйний гриб родини Мухоморових (Amanitaceae). Містить альфа-аманітин та інші аматоксини, що викликають загибель клітин печінки та інших органів, порушуючи синтез білків. Подібне отруєння викликають і багато споріднених видів, що входять в секцію Phalloideae роду Мухомор.

## Таксономія, історія опису та назва
Синоніми
- Amanita bivolvata Peck, 1909
- Venenarius bivolvatus  (Peck) Murrill, 1912
- Venenarius ocreatus  (Peck) Murrill, 1912

Вперше вид Amanita ocreata описав Чарльз Хортон Пек у журналі Bulletin of the Torrey Botanical Club 1909 року за зразками, які зібрав у Клермонті Чарльз Фуллер Бейкер. Видовий епітет ocreata походить від лат. ocrěātus — «одягнений в поножі» та стосується вільної мішкоподібної вольви. Останнім часом цей вид включено в секцію Phalloideae роду Мухомор. Крім нього в цю секцію також включені деякі інші сильно отруйні види, зокрема, мухомор зелений, Amanita bisporigera, Amanita verna, мухомор білий смердючий.
Чарльз Пек разом з видом A. ocreata описав ще один вид — A. bivolvata. Згодом, після вивчення типових екземплярів, було показано, що ці два таксони не відрізняються.
У Північній Америці всі чисто білі види мухоморів відомі під назвами «Destroying Angel» — «руйнівний ангел» і «Death Angel» — «ангел смерті».

## Біологічний опис
Молоді, вкриті білим загальним покривалом плодові тіла A. ocreata за формою нагадують яйця. З часом покривало розривається, з нього з'являється шапинка гриба напівкулеподібної форми. Потім шапинка розкривається і стає опуклою і майже плоскою, іноді досягає 12 см у діаметрі. Забарвлення шапинки варіює від чисто-білого до жовтувато-білого, в центральній частині іноді наявні жовто-коричневі тони. Гіменофор (нижня поверхня капелюшки, на якій утворюються спори) пластинчастий. Пластинки часті, білого кольору, вільні від ніжки або слабо приросли до неї.
Ніжка у дорослих грибів сягає 8 — 20 см у висоту і 1,5 — 2 см в товщину у верхній частині. Кільце (залишок часткового покривала, яке у молодих грибів закриває пластинки) тонке, мембраноподібне, білого кольору. Основа ніжки занурена в тонку мішкоподібну вольву також білого кольору.
Споровий порошок білого кольору. Спори амілоїдні (темніють при контакті з йодом), кулястої, еліптичної або яйцеподібної форми, 9 — 14 ×7 — 10 мкм, зібрані по 4 на базидіях 36 — 64 ×9 — 14,5 мкм.
У більшості плодових тіл запах відсутній, проте деякі зразки мають запах, який нагадує хлорку, йод або тухлу рибу. Характерна ознака A. ocreata і деяких близьких видів — зміна кольору на яскраво-жовтий при контакті з KOH.

## Екологія та ареал
Цей вид росте виключно в мішаних лісах західної частини Північної Америки: від Вашингтона на півночі до Нижньої Каліфорнії на півдні. За деякими даними також трапляється на острові Ванкувер у Британській Колумбії. Утворює Ектомікоризу з Quercus agrifolia, Quercus garryana і різними видами роду Ліщина. Amanita ocreata можна зустріти з січня до квітня, таким чином він є одним з найбільш ранніх північноамериканських мухоморів, поступаючись лише Amanita calyptroderma.

## Подібні види
Дорослі плодові тіла Amanita ocreata нерідко зовні нагадують деякі їстівні види. Їх можна сплутати з Amanita velosa, Amanita calyptroderma і Volvariella speciosa. A. velosa — смачний їстівний гриб, що росте в тих самих місцях, що й A. ocreata. Цей вид, як і A. calyptroderma, відрізняється від A. ocreata зазвичай темнішим забарвленням шапинки з розлінованим краєм, на якому зазвичай довший час залишаються шматки покривала, та відсутністю кільця на ніжці. Volvariella speciosa також не має кільця, має темніше забарвлення капелюшки та рожевий споровий порошок.
Молоді плодові тіла іноді важко відрізнити від представників родів Печериця та Дощовик. Види першого роду відрізняються відсутністю загального покривала, а другий рід представлений грибами з глібальним гіменофором.
Існують декілька сильно отруйних видів, які зовні майже не відрізняються від Amanita ocreata, але ростуть в інших регіонах та володіють іншими мікроскопічними характеристиками. Такими є Amanita bisporigera зі східної Північної Америки (відрізняється двоспоровими базидіями та дрібнішими круглими спорами), мухомор білий смердючий (з дрібнішими круглими спорами) та мухомор весняний (спори якого дрібніші, а м'якуш не забарвлюється в жовтий колір при контакті з KOH) з Європи та Amanita virosiformis, описаний з півдня США (характерною ознакою якого є вузькі циліндричні спори). Широко поширена бліда поганка відрізняється часом проростання — цей вид росте восени, а не взимку та навесні, як A. ocreata.

## Токсичність
Amanita ocreata — небезпечний отруйний гриб, який є причиною для смертельних грибних отруєнь на заході Північної Америки, особливо навесні. Відомі також випадки отруєнь цим грибом собак. У плодових тілах гриба містяться аматоксини, а також фалотоксини, які потрапляють в клітини печінки, а потім і інших органів. Аматоксини — біциклічні пептиди, які викликають порушення в експресії генів, блокуючи дію РНК-полімерази, яка синтезує матричну РНК, і, як наслідок, загибель клітин.
Донедавна препаратів, що знижують імовірність смерті від отруєння аматоксинами, не існувало, при важких отруєннях робили пересадку печінки. Останнім часом в Європі використовуються препарати, що містять силібінін, який знижує засвоєння печінкою аматоксинів. У дослідах над мишами та собаками була показана подібна активність бензилпеніциліну та ацетилцистеїну.

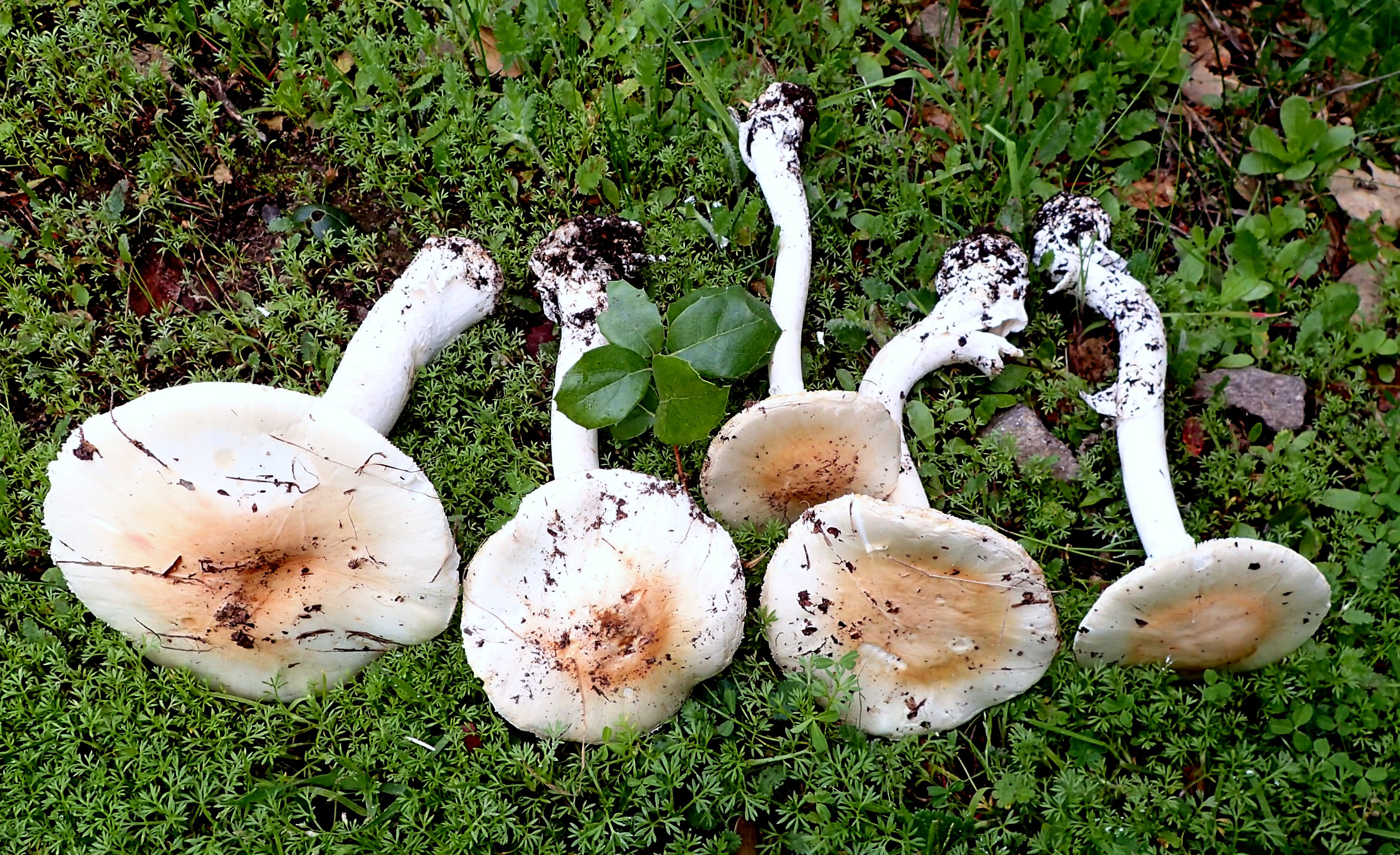
Купка грибів Amanita ocreata
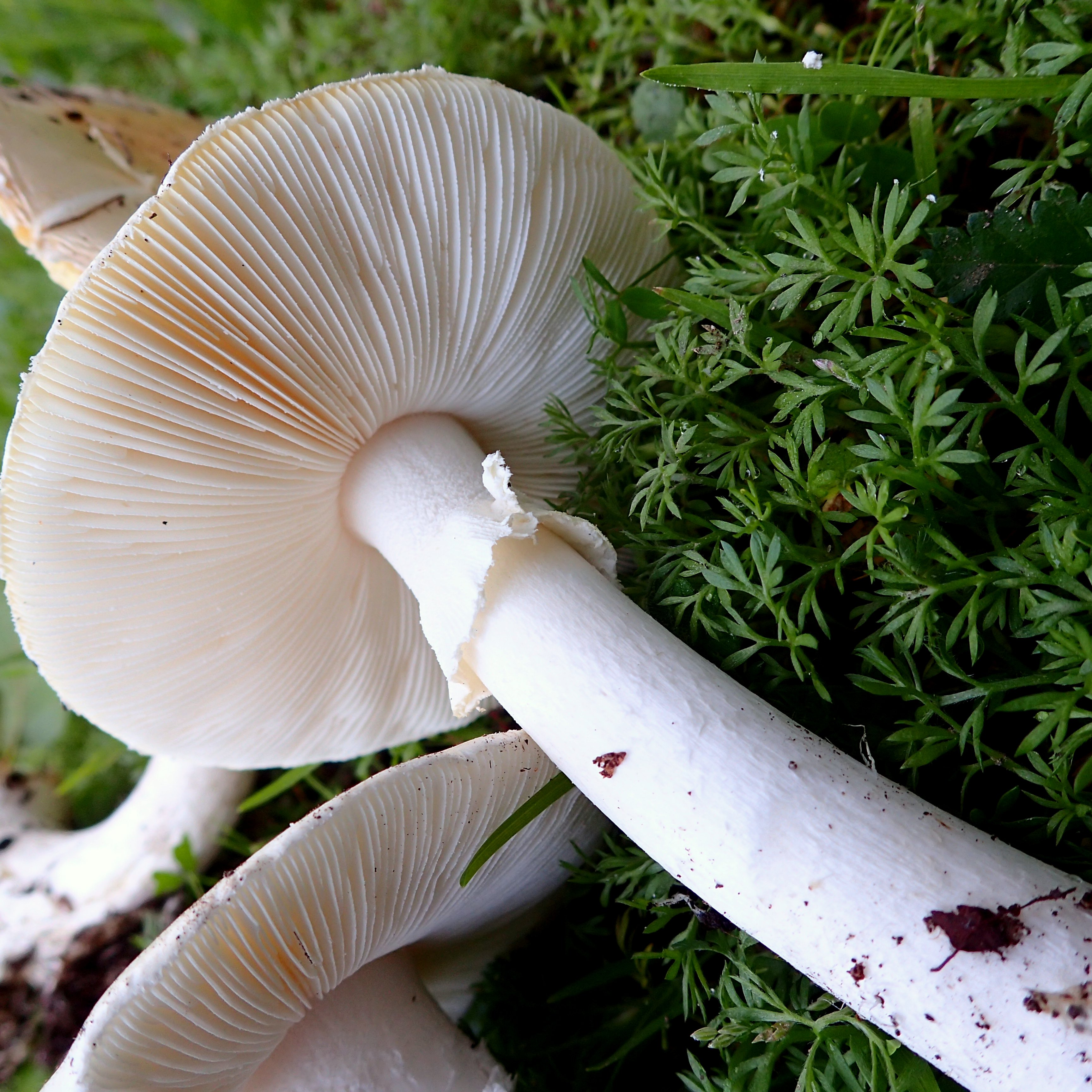
Шапинка гриба (вигляд знизу)
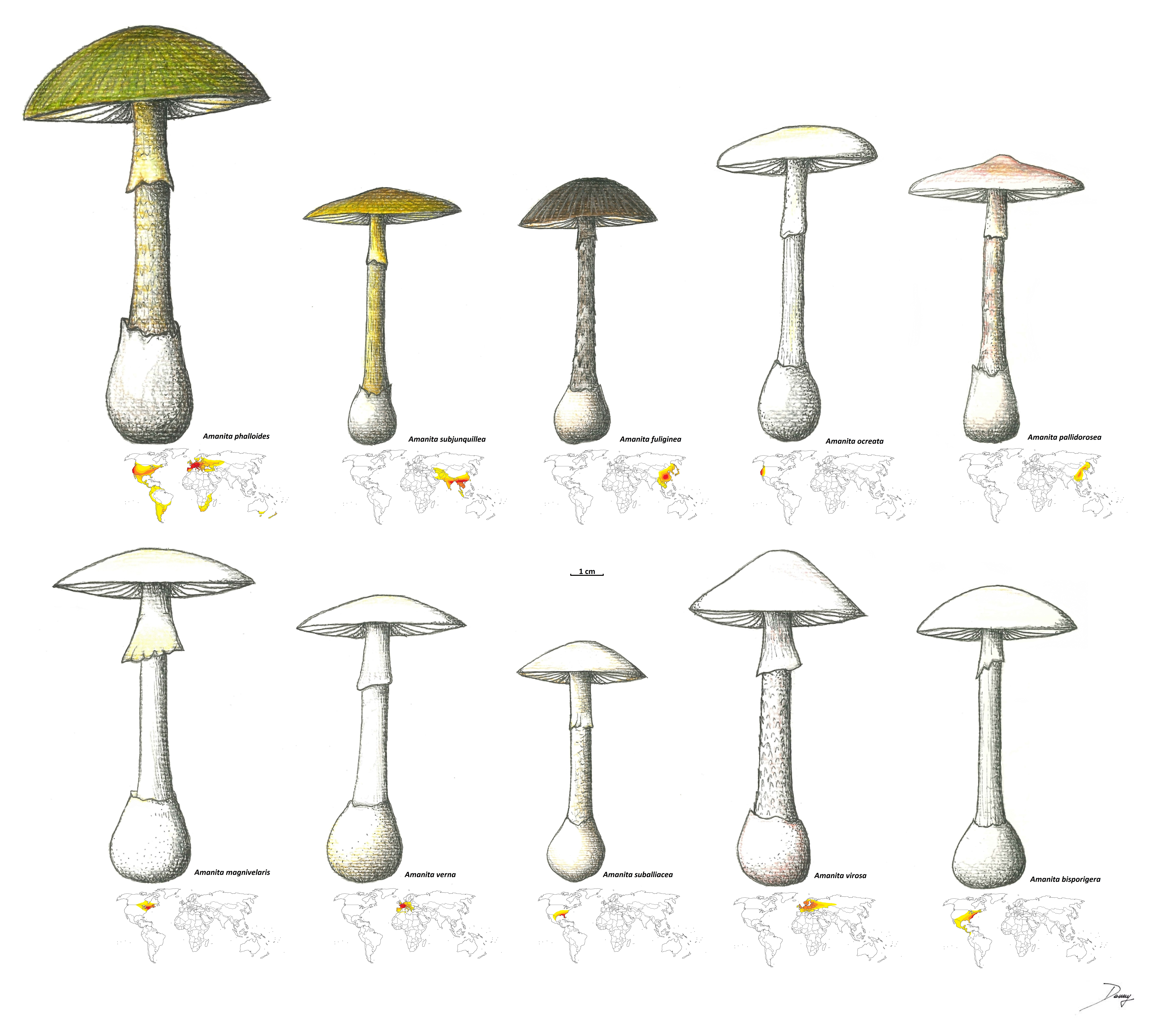
Група грибів Amanita phalloides (порівняння за розміром та географічним розподілом)